# WTA 125 2022
WTA 125 2022 představoval jedenáctý ročník mezinárodních tenisových turnajů v rámci série WTA 125, střední úrovně ženského profesionálního tenisu organizované Ženskou tenisovou asociací. Startovní listina zahrnovala dvacet čtyři turnajů na třech kontinentech. Sedmnáct z nich se hrálo v Evropě, čtyři v Severní Americe a tři v Jižní Americe. Vůči sezóně 2021 se počet událostí zvýšil o devět. Z kalendáře však vypadla asijská část. Rozpočet všech turnajů činil 115 000 dolarů. Okruh se odehrával od 18. března do 18. prosince 2022.
Nejvyšší počet tří singlových titulů získala Egypťanka Majar Šarífová následována jedinou dvojnásobnou šampionkou ročníku Alycií Parksovou ze Spojených států. Američanka se i díky dvěma prosincovým titulům v řadě posunula během tří týdnů ze 150. na 75. příčku žebříčku, na níž figurovala 12. prosince 2022.
Kvůli invazi Ruska na Ukrajinu, zahájené v únoru 2022, přijaly řídící organizace tenisu ATP, WTA a ITF s grandslamy rozhodnutí o zrušení turnajů na území Ruska a vyloučení ruských a běloruských reprezentací ze soutěží včetně týmových turnajů. Ruští a běloruští tenisté mohli nadále na okruzích startovat, ale do odvolání nikoli pod vlajkami Ruska a Běloruska.

## Chronologický přehled turnajů
Chronologický přehled uvádí turnajovou listinu okruhu WTA 125 2022 včetně dějiště, počtu hráček, povrchu a celkové dotace.
Tabulky měsíců uvádí vítězky a finalistky dvouhry i čtyřhry, dále pak semifinalistky a čtvrtfinalistky dvouhry. Zápis –D/–Q/–Č uvádí počet hráček dvouhry/hráček kvalifikace dvouhry/párů čtyřhry.
| Týden od      | Turnaj | Vítězky                                                          | Finalistky                                | Semifinalistky                             | Čtvrtfinalistky                                                                      |
| ------------- | --- | ---------------------------------------------------------------- | ----------------------------------------- | ------------------------------------------ | ------------------------------------------------------------------------------------ |
| 28. března    | AnyTech365 Andalucía Open Marbella, Španělsko 115 000 $ – antuka – 32D/8Č dvouhra • čtyřhra                           | Majar Šarífová 7–6(7–1), 6–4                                     | Tamara Korpatschová                       | Danka Kovinićová Océane Dodinová           | Martina Trevisanová Anna Karolína Schmiedlová Panna Udvardyová Rebeka Masárová       |
| 28. března    | AnyTech365 Andalucía Open Marbella, Španělsko 115 000 $ – antuka – 32D/8Č dvouhra • čtyřhra                           | Irina Baraová Jekatěrine Gorgodzeová 6–4, 3–6, [10–6]            | Vivian Heisenová Katarzyna Kawaová        | Danka Kovinićová Océane Dodinová           | Martina Trevisanová Anna Karolína Schmiedlová Panna Udvardyová Rebeka Masárová       |
| 2. května     | L'Open 35 de Saint-Malo Saint-Malo, Francie 115 000 $ – antuka – 32D/14Q/15Č dvouhra • čtyřhra                        | Beatriz Haddad Maiová 7–6(7–3), 6–3                              | Anna Blinkovová                           | Maryna Zanevská Magdalena Fręchová         | Madison Brengleová Claire Liuová Bernarda Peraová Magda Linetteová                   |
| 2. května     | L'Open 35 de Saint-Malo Saint-Malo, Francie 115 000 $ – antuka – 32D/14Q/15Č dvouhra • čtyřhra                        | Eri Hozumiová Makoto Ninomijová 7–6(7–1), 6–1                    | Estelle Cascinová Jessika Ponchetová      | Maryna Zanevská Magdalena Fręchová         | Madison Brengleová Claire Liuová Bernarda Peraová Magda Linetteová                   |
| 9. května     | Trophee Lagardère Paříž, Francie 115 000 $ – antuka – 32D/8Q/16Č dvouhra • čtyřhra                                    | Claire Liuová 6–3, 6–4                                           | Beatriz Haddad Maiová                     | Kaia Kanepiová Ana Bogdanová               | Donna Vekićová Varvara Gračovová Elsa Jacquemotová Magdalena Fręchová                |
| 9. května     | Trophee Lagardère Paříž, Francie 115 000 $ – antuka – 32D/8Q/16Č dvouhra • čtyřhra                                    | Beatriz Haddad Maiová Kristina Mladenovicová 5–7, 6–4, [10–4]    | Oxana Kalašnikovová Miju Katová           | Kaia Kanepiová Ana Bogdanová               | Donna Vekićová Varvara Gračovová Elsa Jacquemotová Magdalena Fręchová                |
| 9. května     | Liqui Moly Open Karlsruhe, Německo 115 000 $ – antuka – 32D/8Č dvouhra • čtyřhra                                      | Majar Šarífová 6–2, 6–4                                          | Bernarda Peraová                          | Anna-Lena Friedsamová Anna Bondárová       | Dalma Gálfiová Mai Hontamová Eva Lysová Panna Udvardyová                             |
| 9. května     | Liqui Moly Open Karlsruhe, Německo 115 000 $ – antuka – 32D/8Č dvouhra • čtyřhra                                      | Majar Šarífová Panna Udvardyová 5–7, 6–4, [10–2]                 | Jana Sizikovová Alison Van Uytvancková    | Anna-Lena Friedsamová Anna Bondárová       | Dalma Gálfiová Mai Hontamová Eva Lysová Panna Udvardyová                             |
| 31. května    | Makarska Open 125 Makarska, Chorvatsko 115 000 $ – antuka – 32D/5Q/8Č dvouhra • čtyřhra                               | Jule Niemeierová 7–5, 6–1                                        | Elisabetta Cocciarettová                  | Anna Karolína Schmiedlová Linda Nosková    | Olga Danilovićová Clara Burelová Tara Würthová Anastasija Gasanovová                 |
| 31. května    | Makarska Open 125 Makarska, Chorvatsko 115 000 $ – antuka – 32D/5Q/8Č dvouhra • čtyřhra                               | Dalila Jakupovićová Tena Lukasová 5–7, 6–2, [10–5]               | Olga Danilovićová Aleksandra Krunićová    | Anna Karolína Schmiedlová Linda Nosková    | Olga Danilovićová Clara Burelová Tara Würthová Anastasija Gasanovová                 |
| 6. června     | BBVA Open Internacional de Valencia Valencie, Španělsko 115 000 $ – antuka – 32D/10Q/8Č dvouhra • čtyřhra             | Čeng Čchin-wen 6–4, 4–6, 6–3                                     | Wang Si-jü                                | Nuria Párrizas Díazová Mirjam Björklundová | Julia Grabherová Réka Luca Janiová Arantxa Rusová Viktorija Tomovová                 |
| 6. června     | BBVA Open Internacional de Valencia Valencie, Španělsko 115 000 $ – antuka – 32D/10Q/8Č dvouhra • čtyřhra             | Aliona Bolsovová Rebeka Masárová 6–0, 6–3                        | Alexandra Panovová Arantxa Rusová         | Nuria Párrizas Díazová Mirjam Björklundová | Julia Grabherová Réka Luca Janiová Arantxa Rusová Viktorija Tomovová                 |
| 13. června    | Veneto Open Internazionali Confindustria Venezia e Rovigo Gaiba, Itálie 115 000 $ – tráva – 32D/16Č dvouhra • čtyřhra | Alison Van Uytvancková 6–4, 6–3                                  | Sara Erraniová                            | Harmony Tanová Diane Parryová              | Ylena In-Albonová Ana Bogdanová Tatjana Mariová Kateryna Baindlová                   |
| 13. června    | Veneto Open Internazionali Confindustria Venezia e Rovigo Gaiba, Itálie 115 000 $ – tráva – 32D/16Č dvouhra • čtyřhra | Madison Brengleová Claire Liuová 6–4, 6–3                        | Vitalija Ďjačenková Oxana Kalašnikovová   | Harmony Tanová Diane Parryová              | Ylena In-Albonová Ana Bogdanová Tatjana Mariová Kateryna Baindlová                   |
| 4. července   | Nordea Open Båstad, Švédsko 115 000 $ – antuka – 32D/16Č dvouhra • čtyřhra                                            | Čang Su-džong 3–6, 6–3, 6–1                                      | Rebeka Masárová                           | Viktorija Tomovová Lauren Davisová         | Mihaela Buzărnescuová Panna Udvardyová Rebecca Petersonová Anna Karolína Schmiedlová |
| 4. července   | Nordea Open Båstad, Švédsko 115 000 $ – antuka – 32D/16Č dvouhra • čtyřhra                                            | Misaki Doiová Rebecca Petersonová Walkover                       | Mihaela Buzărnescuová Irina Chromačovová  | Viktorija Tomovová Lauren Davisová         | Mihaela Buzărnescuová Panna Udvardyová Rebecca Petersonová Anna Karolína Schmiedlová |
| 4. července   | Grand Est Open 88 Contrexéville, Francie 115 000 $ – antuka – 32D/8Q/8Č dvouhra • čtyřhra                             | Sara Erraniová 6–4, 1–6, 7–6(7–4)                                | Dalma Gálfiová                            | Anna Bondárová Cristina Bucșová            | Olivia Gadecká Jasmine Paoliniová Jessika Ponchetová Camilla Rosatellová             |
| 4. července   | Grand Est Open 88 Contrexéville, Francie 115 000 $ – antuka – 32D/8Q/8Č dvouhra • čtyřhra                             | Ulrikke Eikeriová Tereza Mihalíková 7–6(10–8), 6–2               | Chan Sin-jün Alexandra Panovová           | Anna Bondárová Cristina Bucșová            | Olivia Gadecká Jasmine Paoliniová Jessika Ponchetová Camilla Rosatellová             |
| 1. srpna      | BCR Iași Open Jasy, Rumunsko 115 000 $ – antuka – 32D/15Q/16Č dvouhra • čtyřhra                                       | Ana Bogdanová 6–2, 3–6, 6–1                                      | Panna Udvardyová                          | Darja Astachovová Maja Chwalińská          | Paula Ormaecheaová Jekatěrine Gorgodzeová Rebeka Masárová Kristina Mladenovicová     |
| 1. srpna      | BCR Iași Open Jasy, Rumunsko 115 000 $ – antuka – 32D/15Q/16Č dvouhra • čtyřhra                                       | Darja Astachovová Andreea Roșcová 7–5, 5–7, [10–7]               | Réka Luca Janiová Panna Udvardyová        | Darja Astachovová Maja Chwalińská          | Paula Ormaecheaová Jekatěrine Gorgodzeová Rebeka Masárová Kristina Mladenovicová     |
| 8. srpna      | Thoreau Tennis Open 125 Concord, Spojené státy 115 000 $ – tvrdý – 32D/16Q/14Č dvouhra • čtyřhra                      | Coco Vandewegheová 6–3, 5–7, 6–4                                 | Bernarda Peraová                          | Wang Čchiang Katrina Scottová              | Clara Tausonová Magdalena Fręchová Taylor Townsendová Katie Volynetsová              |
| 8. srpna      | Thoreau Tennis Open 125 Concord, Spojené státy 115 000 $ – tvrdý – 32D/16Q/14Č dvouhra • čtyřhra                      | Varvara Flinková Coco Vandewegheová 6–3, 7–6(7–3)                | Peangtarn Plipuečová Mojuka Učidžimová    | Wang Čchiang Katrina Scottová              | Clara Tausonová Magdalena Fręchová Taylor Townsendová Katie Volynetsová              |
| 15. srpna     | Odlum Brown VanOpen Vancouver, Kanada 115 000 $ – tvrdý – 32D/16Q/16Č dvouhra • čtyřhra                               | Valentini Grammatikopoulou 6–2, 6–4                              | Lucia Bronzettiová                        | Emma Navarrová Rebecca Petersonová         | Madison Brengleová Chloé Paquetová Maddison Inglisová Victoria Jiménez Kasintsevová  |
| 15. srpna     | Odlum Brown VanOpen Vancouver, Kanada 115 000 $ – tvrdý – 32D/16Q/16Č dvouhra • čtyřhra                               | Miju Katová Asia Muhammadová 6–3, 7–5                            | Tímea Babosová Angela Kulikovová          | Emma Navarrová Rebecca Petersonová         | Madison Brengleová Chloé Paquetová Maddison Inglisová Victoria Jiménez Kasintsevová  |
| 5. září       | Open Delle Puglie Bari, Itálie 115 000 $ – antuka – 32D/8Q/15Č dvouhra • čtyřhra                                      | Julia Grabherová 6–4, 6–2                                        | Nuria Brancacciová                        | Réka Luca Janiová Matilde Paolettiová      | Panna Udvardyová Elisabetta Cocciarettová Tatjana Mariová Eva Vedderová              |
| 5. září       | Open Delle Puglie Bari, Itálie 115 000 $ – antuka – 32D/8Q/15Č dvouhra • čtyřhra                                      | Elisabetta Cocciarettová Olga Danilovićová 6–2, 6–3              | Andrea Gámizová Eva Vedderová             | Réka Luca Janiová Matilde Paolettiová      | Panna Udvardyová Elisabetta Cocciarettová Tatjana Mariová Eva Vedderová              |
| 12. září      | Țiriac Foundation Trophy Bukurešť, Rumunsko 115 000 $ – antuka – 32D/16Q/8Č dvouhra • čtyřhra                         | Irina-Camelia Beguová 6–3, 6–3                                   | Réka Luca Janiová                         | Maryna Zanevská Sara Erraniová             | Panna Udvardyová Majar Šarífová Rebeka Masárová Kateryna Baindlová                   |
| 12. září      | Țiriac Foundation Trophy Bukurešť, Rumunsko 115 000 $ – antuka – 32D/16Q/8Č dvouhra • čtyřhra                         | Aliona Bolsovová Andrea Gámizová 7–5, 6–3                        | Réka Luca Janiová Panna Udvardyová        | Maryna Zanevská Sara Erraniová             | Panna Udvardyová Majar Šarífová Rebeka Masárová Kateryna Baindlová                   |
| 19. září      | Budapest Open 125 Budapešť, Maďarsko 115 000 $ – antuka – 32D/16Q/14Č dvouhra • čtyřhra                               | Tamara Korpatschová 7–6(7–3), 6–7(4–7), 6–0                      | Viktorija Tomovová                        | Océane Dodinová Anna Bondárová             | Lauren Davisová Anna Karolína Schmiedlová Arantxa Rusová Tamara Zidanšeková          |
| 19. září      | Budapest Open 125 Budapešť, Maďarsko 115 000 $ – antuka – 32D/16Q/14Č dvouhra • čtyřhra                               | Anna Bondárová Kimberley Zimmermannová 6–3, 2–6, [10–5]          | Jesika Malečková Renata Voráčová          | Océane Dodinová Anna Bondárová             | Lauren Davisová Anna Karolína Schmiedlová Arantxa Rusová Tamara Zidanšeková          |
| 17. října     | Open Capfinances Rouen Métropole Rouen, Francie 115 000 $ – tvrdý (h) – 32D/8Q/13Č dvouhra • čtyřhra                  | Maryna Zanevská 7–6(8–6), 6–1                                    | Viktorija Golubicová                      | Varvara Gračovová Kamilla Rachimovová      | Cristina Bucșová Ana Konjuhová Caty McNallyová Kristina Mladenovicová                |
| 17. října     | Open Capfinances Rouen Métropole Rouen, Francie 115 000 $ – tvrdý (h) – 32D/8Q/13Č dvouhra • čtyřhra                  | Natela Dzalamidzeová Kamilla Rachimovová 6–2, 7–5                | Misaki Doiová Oxana Kalašnikovová         | Varvara Gračovová Kamilla Rachimovová      | Cristina Bucșová Ana Konjuhová Caty McNallyová Kristina Mladenovicová                |
| 24. října     | Abierto Tampico Tampico, Mexiko 115 000 $ – tvrdý – 32D/11Q/13Č dvouhra • čtyřhra                                     | Elisabetta Cocciarettová 7–6(7–5), 4–6, 6–1                      | Magda Linetteová                          | Rebecca Marinová Ču Lin                    | Elise Mertensová Leylah Fernandezová Kateřina Siniaková Camila Osoriová              |
| 24. října     | Abierto Tampico Tampico, Mexiko 115 000 $ – tvrdý – 32D/11Q/13Č dvouhra • čtyřhra                                     | Tereza Mihalíková Aldila Sutjiadiová 7–5, 6–2                    | Ashlyn Kruegerová Elizabeth Mandliková    | Rebecca Marinová Ču Lin                    | Elise Mertensová Leylah Fernandezová Kateřina Siniaková Camila Osoriová              |
| 31. října     | Dow Tennis Classic Midland, Spojené státy 115 000 $ – tvrdý (h) – 32D/16Q/16Č dvouhra • čtyřhra                       | Caty McNallyová 6–3, 6–2                                         | Anna-Lena Friedsamová                     | Ann Liová Peyton Stearnsová                | Nao Hibinová Camila Osoriová Katherine Sebovová Sofia Keninová                       |
| 31. října     | Dow Tennis Classic Midland, Spojené státy 115 000 $ – tvrdý (h) – 32D/16Q/16Č dvouhra • čtyřhra                       | Asia Muhammadová Alycia Parksová 6–2, 6–3                        | Anna-Lena Friedsamová Nadija Kičenoková   | Ann Liová Peyton Stearnsová                | Nao Hibinová Camila Osoriová Katherine Sebovová Sofia Keninová                       |
| 7. listopadu  | LP Open by IND Colina, Chile 115 000 $ – antuka – 32D/8Q/16Č dvouhra • čtyřhra                                        | Majar Šarífová 3–6, 7–6(7–3), 7–5                                | Kateryna Baindlová                        | Caroline Dolehideová Danka Kovinićová      | Emma Navarrová Julia Grabherová Victoria Jiménez Kasintsevová Diana Šnajderová       |
| 7. listopadu  | LP Open by IND Colina, Chile 115 000 $ – antuka – 32D/8Q/16Č dvouhra • čtyřhra                                        | Jana Sizikovová Aldila Sutjiadiová 6–1, 3–6, [10–7]              | Majar Šarífová Tamara Zidanšeková         | Caroline Dolehideová Danka Kovinićová      | Emma Navarrová Julia Grabherová Victoria Jiménez Kasintsevová Diana Šnajderová       |
| 14. listopadu | Argentina Open Buenos Aires, Argentina 115 000 $ – antuka – 32D/8Q/16Č dvouhra • čtyřhra                              | Panna Udvardyová 6–4, 6–1                                        | Danka Kovinićová                          | María Lourdes Carléová Paula Ormaecheaová  | Victoria Jiménez Kasintsevová Sara Erraniová Laura Pigossiová Diana Šnajderová       |
| 14. listopadu | Argentina Open Buenos Aires, Argentina 115 000 $ – antuka – 32D/8Q/16Č dvouhra • čtyřhra                              | Irina Baraová Sara Erraniová 6–1, 7–5                            | Čang Su-džong Jou Siao-ti                 | María Lourdes Carléová Paula Ormaecheaová  | Victoria Jiménez Kasintsevová Sara Erraniová Laura Pigossiová Diana Šnajderová       |
| 21. listopadu | Montevideo Open Montevideo, Uruguay 115 000 $ – antuka – 32D/8Q/16Č dvouhra • čtyřhra                                 | Diana Šnajderová 6–4, 6–4                                        | Léolia Jeanjeanová                        | Kateryna Baindlová İpek Özová              | Clara Burelová Hailey Baptisteová Darja Astachovová Irina Baraová                    |
| 21. listopadu | Montevideo Open Montevideo, Uruguay 115 000 $ – antuka – 32D/8Q/16Č dvouhra • čtyřhra                                 | Ingrid Gamarra Martinsová Luisa Stefaniová 7–5, 6–7(6–8), [10–6] | Quinn Gleasonová Elixane Lechemiová       | Kateryna Baindlová İpek Özová              | Clara Burelová Hailey Baptisteová Darja Astachovová Irina Baraová                    |
| 28. listopadu | Crèdit Andorrà Open Andorra la Vella, Andorra 115 000 $ – tvrdý (h) – 32D/8Č dvouhra • čtyřhra                        | Alycia Parksová 6–1, 6–4                                         | Rebecca Petersonová                       | Ana Konjuhová Cristina Bucșová             | Čang Šuaj Weronika Falkowská Sabine Lisická Alison Van Uytvancková                   |
| 28. listopadu | Crèdit Andorrà Open Andorra la Vella, Andorra 115 000 $ – tvrdý (h) – 32D/8Č dvouhra • čtyřhra                        | Cristina Bucșová Weronika Falkowská 7–6(7–4), 6–1                | Angelina Gabuevová Anastasija Zacharovová | Ana Konjuhová Cristina Bucșová             | Čang Šuaj Weronika Falkowská Sabine Lisická Alison Van Uytvancková                   |
| 5. prosince   | Open P2I Angers Arena Loire Angers, Francie 115 000 $ – tvrdý (h) – 32D/16Q/8Č dvouhra • čtyřhra                      | Alycia Parksová 6–4, 4–6, 6–4                                    | Anna-Lena Friedsamová                     | Jessika Ponchetová Anhelina Kalininová     | Markéta Vondroušová Clara Burelová Émeline Dartronová Clara Tausonová                |
| 5. prosince   | Open P2I Angers Arena Loire Angers, Francie 115 000 $ – tvrdý (h) – 32D/16Q/8Č dvouhra • čtyřhra                      | Alycia Parksová Čang Šuaj 6–2, 6–2                               | Miriam Kolodziejová Markéta Vondroušová   | Jessika Ponchetová Anhelina Kalininová     | Markéta Vondroušová Clara Burelová Émeline Dartronová Clara Tausonová                |
| 12. prosince  | Open BLS de Limoges Limoges, Francie 115 000 $ – tvrdý (h) – 32D/8Q/8Č dvouhra • čtyřhra                              | Anhelina Kalininová 6–3, 5–7, 6–4                                | Clara Tausonová                           | Anna Blinkovová Lucia Bronzettiová         | Čang Šuaj Ana Bogdanová Varvara Gračovová Clara Burelová                             |
| 12. prosince  | Open BLS de Limoges Limoges, Francie 115 000 $ – tvrdý (h) – 32D/8Q/8Č dvouhra • čtyřhra                              | Oxana Kalašnikovová Marta Kosťuková 7–5, 6–1                     | Alicia Barnettová Olivia Nichollsová      | Anna Blinkovová Lucia Bronzettiová         | Čang Šuaj Ana Bogdanová Varvara Gračovová Clara Burelová                             |

## Přehled titulů

### Tituly podle tenistek
| celkem | tenistka                         | dvouhra | čtyřhra | dvouhra | čtyřhra |
| ------ | -------------------------------- | ------- | ------- | ------- | ------- |
| 4      | Majar Šarífová (EGY)             | ●       | ●       | 3       | 1       |
| 4      | Alycia Parksová (USA)            | ●       | ●       | 2       | 2       |
| 2      | Elisabetta Cocciarettová (ITA)   | ●       | ●       | 1       | 1       |
| 2      | Sara Erraniová (ITA)             | ●       | ●       | 1       | 1       |
| 2      | Beatriz Haddad Maiová (BRA)      | ●       | ●       | 1       | 1       |
| 2      | Claire Liuová (USA)              | ●       | ●       | 1       | 1       |
| 2      | Panna Udvardyová (HUN)           | ●       | ●       | 1       | 1       |
| 2      | Coco Vandewegheová (USA)         | ●       | ●       | 1       | 1       |
| 2      | Irina Baraová (ROU)              |         | ●       | 0       | 2       |
| 2      | Aliona Bolsovová (ESP)           |         | ●       | 0       | 2       |
| 2      | Tereza Mihalíková (SVK)          |         | ●       | 0       | 2       |
| 2      | Asia Muhammadová (USA)           |         | ●       | 0       | 2       |
| 2      | Aldila Sutjiadiová (INA)         |         | ●       | 0       | 2       |
| 1      | Irina-Camelia Beguová (ROU)      | ●       |         | 1       | 0       |
| 1      | Ana Bogdanová (ROU)              | ●       |         | 1       | 0       |
| 1      | Julia Grabherová (AUT)           | ●       |         | 1       | 0       |
| 1      | Valentini Grammatikopoulou (GRE) | ●       |         | 1       | 0       |
| 1      | Čang Su-džong (KOR)              | ●       |         | 1       | 0       |
| 1      | Anhelina Kalininová (UKR)        | ●       |         | 1       | 0       |
| 1      | Tamara Korpatschová (GER)        | ●       |         | 1       | 0       |
| 1      | Caty McNallyová (USA)            | ●       |         | 1       | 0       |
| 1      | Jule Niemeierová (GER)           | ●       |         | 1       | 0       |
| 1      | Diana Šnajderová                 | ●       |         | 1       | 0       |
| 1      | Alison Van Uytvancková (BEL)     | ●       |         | 1       | 0       |
| 1      | Maryna Zanevská (BEL)            | ●       |         | 1       | 0       |
| 1      | Čeng Čchin-wen (CHN)             | ●       |         | 1       | 0       |
| 1      | Darja Astachovová                |         | ●       | 0       | 1       |
| 1      | Anna Bondárová (HUN)             |         | ●       | 0       | 1       |
| 1      | Madison Brengleová (USA)         |         | ●       | 0       | 1       |
| 1      | Cristina Bucșová (ESP)           |         | ●       | 0       | 1       |
| 1      | Olga Danilovićová (SRB)          |         | ●       | 0       | 1       |
| 1      | Misaki Doiová (JPN)              |         | ●       | 0       | 1       |
| 1      | Natela Dzalamidzeová (GEO)       |         | ●       | 0       | 1       |
| 1      | Ulrikke Eikeriová (NOR)          |         | ●       | 0       | 1       |
| 1      | Weronika Falkowská (POL)         |         | ●       | 0       | 1       |
| 1      | Varvara Flinková                 |         | ●       | 0       | 1       |
| 1      | Ingrid Gamarra Martinsová (BRA)  |         | ●       | 0       | 1       |
| 1      | Andrea Gámizová (VEN)            |         | ●       | 0       | 1       |
| 1      | Jekatěrine Gorgodzeová (GEO)     |         | ●       | 0       | 1       |
| 1      | Eri Hozumiová (JPN)              |         | ●       | 0       | 1       |
| 1      | Dalila Jakupovićová (SLO)        |         | ●       | 0       | 1       |
| 1      | Oxana Kalašnikovová (GEO)        |         | ●       | 0       | 1       |
| 1      | Miju Katová (JPN)                |         | ●       | 0       | 1       |
| 1      | Marta Kosťuková (UKR)            |         | ●       | 0       | 1       |
| 1      | Tena Lukasová (CRO)              |         | ●       | 0       | 1       |
| 1      | Rebeka Masárová (ESP)            |         | ●       | 0       | 1       |
| 1      | Kristina Mladenovicová (FRA)     |         | ●       | 0       | 1       |
| 1      | Makoto Ninomijová (JPN)          |         | ●       | 0       | 1       |
| 1      | Rebecca Petersonová (SWE)        |         | ●       | 0       | 1       |
| 1      | Kamilla Rachimovová              |         | ●       | 0       | 1       |
| 1      | Andreea Roșcová (ROU)            |         | ●       | 0       | 1       |
| 1      | Jana Sizikovová                  |         | ●       | 0       | 1       |
| 1      | Luisa Stefaniová (BRA)           |         | ●       | 0       | 1       |
| 1      | Čang Šuaj (CHN)                  |         | ●       | 0       | 1       |
| 1      | Kimberley Zimmermannová (BEL)    |         | ●       | 0       | 1       |

### Tituly podle státu
| Celkem | stát                   | dvouhra | čtyřhra |
| ------ | ---------------------- | ------- | ------- |
| 10     | Spojené státy americké | 5       | 5       |
| 5      | Rumunsko               | 2       | 3       |
| 4      | Egypt                  | 3       | 1       |
| 4      | Itálie                 | 2       | 2       |
| 3      | Belgie                 | 2       | 1       |
| 3      | Brazílie               | 1       | 2       |
| 3      | Maďarsko               | 1       | 2       |
| 3      | Gruzie                 | 0       | 3       |
| 3      | Japonsko               | 0       | 3       |
| 3      | Španělsko              | 0       | 3       |
| 2      | Německo                | 2       | 0       |
| 2      | Čína                   | 1       | 1       |
| 2      | Ukrajina               | 1       | 1       |
| 2      | Indonésie              | 0       | 2       |
| 2      | Slovensko              | 0       | 2       |
| 1      | Rakousko               | 1       | 0       |
| 1      | Řecko                  | 1       | 0       |
| 1      | Jižní Korea            | 1       | 0       |
| 1      | Chorvatsko             | 0       | 1       |
| 1      | Francie                | 0       | 1       |
| 1      | Norsko                 | 0       | 1       |
| 1      | Polsko                 | 0       | 1       |
| 1      | Srbsko                 | 0       | 1       |
| 1      | Slovinsko              | 0       | 1       |
| 1      | Švédsko                | 0       | 1       |
| 1      | Venezuela              | 0       | 1       |

## Rozpočet a body
Celková dotace každého turnaje činila 115 000 dolarů. Ubytování a stravování – tzv. hospitality, zajišťovali organizátoři. Vítězky soutěží do žebříčku WTA získaly 160 bodů, finalistky pak 95 bodů.
| Body WTA 125 2022 | Body WTA 125 2022 | Body WTA 125 2022 | Body WTA 125 2022 | Body WTA 125 2022 | Body WTA 125 2022 | Body WTA 125 2022 | Body WTA 125 2022 | Body WTA 125 2022 | Body WTA 125 2022 | Body WTA 125 2022 |
| ↓kategorie / fáze→ | vítězky           | finalistky        | semifinalistky    | čtvrtfinalistky   | 16 v kole         | 32 v kole         | QV                | Q2                | Q1                |                   |
| --- | ----------------- | ----------------- | ----------------- | ----------------- | ----------------- | ----------------- | ----------------- | ----------------- | ----------------- | ----------------- |
| Dvouhra (32D) | 160               | 95                | 57                | 29                | 15                | 1                 | 6                 | 4                 | 1                 |                   |
| Čtyřhra (16Č) | 160               | 95                | 57                | 29                | 1                 | —                 | —                 | —                 | —                 |                   |
| Čtyřhra (8Č) | 160               | 95                | 57                | 1                 | —                 | —                 | —                 | —                 | —                 |                   |
| QV – vítězka kvalifikace, Q1/2 – 1. a 2. kolo kvalifikace, (xS/D/Q) – „x“ počet hráček v soutěži dvouhry/čtyřhry/kvalifikace dvouhry |                   |                   |                   |                   |                   |                   |                   |                   |                   |                   |